# Tuisko Lorey
Tuisko Carl Julius von Lorey (* 2. April 1845 in Darmstadt; † 27. Dezember 1901 in Tübingen) war ein deutscher Forstwissenschaftler und Hochschullehrer.

## Wirken
Nach seiner Reifeprüfung 1862 in Darmstadt studierte Lorey vom Wintersemester 1862/63 bis Wintersemester 1865/66 Forstwissenschaft an der Universität Gießen. Nach einer Fakultätsprüfung 1865 begann er die praktische Forstausbildung in Darmstadt und legte 1867 bzw. 1868 die erste und zweite forstliche Staatsprüfung ab. Es folgte bis 1872 sein praktischer Forstdienst im Odenwald und an zahlreichen anderen Stellen. 1873 wurde er an der Universität Gießen ohne die Abfassung einer Dissertation promoviert. Von 1873 bis 1878 wirkte er als außerordentlicher Professor für Forstwissenschaft an der Universität Gießen, anschließend von 1878 bis 1881 an der Landwirtschaftlichen Akademie Hohenheim. Durch die Rückverlegung der forstwissenschaftlichen Ausbildung an die Universität Tübingen hatte Lorey bis 1901 dort einen Lehrstuhl inne. Außerdem leitete er die im Staatswald bei Kusterdingen nahe Tübingen gelegene forstliche Versuchsanstalt.
Als erster Forstwissenschaftler überhaupt in Deutschland war er 1898/99 Rektor der Universität Tübingen. 1913 wurde ihm und seinem Vorgänger auf dem Lehrstuhl, Hermann von Nördlinger, im o. g. Staatswald ein Denkmal errichtet.

## Veröffentlichungen (Auswahl)
- Ueber Probestämme. Ein Beitrag zur Theorie der Holzmassenaufnahme. Sauerländer, Frankfurt/M. 1877.
- Ueber Stammanalysen. Bemerkungen und Erläuterungen zu den Ertragserhebungen der Königl. Württemb. forstlichen Versuchsstation. Müller, Stuttgart 1880.
- Ueber Baummassentafeln. Mit Beziehung auf die Untersuchungen der Königlich Württembergischen Forstlichen Versuchsstation. Fues, Tübingen 1882.
- Baummassentafeln für Fichten-Derbholz. Fues, Tübingen 1882.
- Ertragstafeln für die Weißtanne. Nach den Aufnahmen der Königlich Württembergischen Forstlichen Versuchsstation. Sauerländer, Frankfurt/M. 1884 (2. Aufl. 1897).
- Ertragsuntersuchungen in Fichtenbeständen. Sauerländer, Frankfurt/M. 1884.

- (Hrsg.): Handbuch der Forstwissenschaft. Zwei Bände. Laupp, Tübingen 1887–1888.
- Ertragstafeln für die Fichte. Nach den Aufnahmen der Königlich Württembergischen Forstlichen Versuchsstation. Sauerländer, Frankfurt/M. 1899.
- Die forstlichen Versuchsanstalten. Laupp, Tübingen 1899.